# Continental Circus
Continental Circus es un juego de arcade de simulación de carrera desarrollado y distribuido por Taito en 1987.[10] En 1989, ports para Amiga, Amstrad CPC, Atari ST, Commodore 64, MSX y ZX Spectrum fueron distribuidos por Virgin Games.
La versión de arcade del juego viene con lentes 3D que cuelgan por encima de la cabeza del jugador. Según Computer and Video Games, en 1988 fue «la primera simulación de carrera tridimensional del mundo». Las conversiones hogareñas de Continental Circus carecen de los lentes 3D especiales de la versión de arcade.
Circus es un término común para las carreras en Francia y Japón, posiblemente derivado del término en latín para una pista de carreras.
En 2005, el juego fue lanzado para PlayStation 2, Xbox y PC como parte de Taito Legends.

## Jugabilidad
El vehículo dentro del juego es un Lotus 99T de Fórmula 1 de 1987 manejado por Ayrton Senna y Satoru Nakajima. Por motivos de licencias, los nombres de los patrocinadores como «Camel» o «DeLonghi» se escribieron mal a propósito para evitar infracciones de derechos de autor bajo la ley japonesa.
El jugador debe calificar exitosamente en ocho carreras diferentes para ganar. Al comienzo, el jugador debe llegar al 80.º lugar o a uno mejor para avanzar. A medida que el jugador avanza, también avanzará la peor posición posible para calificar. Si el jugador no logra calificarse o se queda sin tiempo, el juego termina. Sin embargo, el jugador tiene la opción de continuar, pero si el jugador no se califica en la carrera final, el juego se acabará automáticamente, y el jugador no podrá continuar.

### Obstáculos
Al igual que en las carreras reales de F1, el auto es susceptible al daño de entrar en contacto con otro auto. Una vez que el jugador choque con un auto o una parte del escenario, deberá ir a la parada en boxes. Si el auto expulsa humo por mucho tiempo, se incendiará y aparecerá el mensaje de «EXPLOSIÓN INMINENTE». De cualquier forma, si el jugador no regresa o si choca con otro auto, su auto explotará, costándole varios segundos.
Además, si el auto alcanza velocidades excedidas de 380 km/h, el velocímetro se tornará amarillo a modo de advertencia para que el jugador sepa que el auto está yendo muy rápido. Si el auto choca con otro auto desde atrás, la colisión hará al auto rodar hasta explotar, perdiendo varios segundos.
De la misma forma, ir demasiado rápido por una curva hará que el auto pierda el agarre de la pista. Si esto sucede, girará fuera de control. Existe una pequeña chance de ocasionar un accidente, pero, de ser así, también se perderán varios segundos del reloj. Además, de vez en cuando, habrá una tormenta eléctrica, haciendo que la pista se humedezca y el auto pierda agarre. En ese caso, aparecerá el mensaje «CAMBIAR NEUMÁTICOS», y el jugador deberá ir a la parada en boxes inmediatamente para hacer el cambio. Cuando la tormenta pase, la pista quedará cubierta de charcos. Pero esto no será una amenaza.

## Audio
Continental Circus no tiene música durante la carrera, pero reproduce una música de apertura/clausura para cada carrera de la misma forma que Pole Position. Luego, la pantalla muestra la línea de salida de la pista y el anuncio «¡Caballeros, enciendan sus motores! ¡30 segundos antes de empezar!» La línea hablada fue tomada del documental francés de 1972, el cual comparte nombre con el juego.
Toda la colección de partituras, efectos de sonido y voces se destacó en una banda sonora de compilación conocida como «究極TIGER -G.S.M.TAITO 2-». La partitura fue compuesta por Zuntata, la banda de Taito. La música en las versiones hogareñas fueron compuestas por Ben Daglish.

## Reception
El juego fue comercialmente exitoso. Sus preórdenes de arcade sobrepasaron al éxito anterior de Taito, Operation Wolf (1987). En Japón, Game Machine listó a Continental Circus en su número del 15 de abril de 1988 como el tercer juego de arcade más exitoso del mes. En el Reino Unido, alcanzó el segundo puesto en el gráfico de Coinslot dedicado a los juegos de arcade en 1988, detrás de Street Fighter.
El número de enero de 1989 de Sinclair User le dio al juego el premio a la «metida de pata del año», debido a que el título Continental Circus parecía haber escrito «circuit» (circuito en inglés) incorrectamente.
Como conversión hogareña, el juego llegó al segundo puesto en los gráficos de ventas del Reino Unido, detrás de Power Drift de Sega.